# Walter M. Brackett

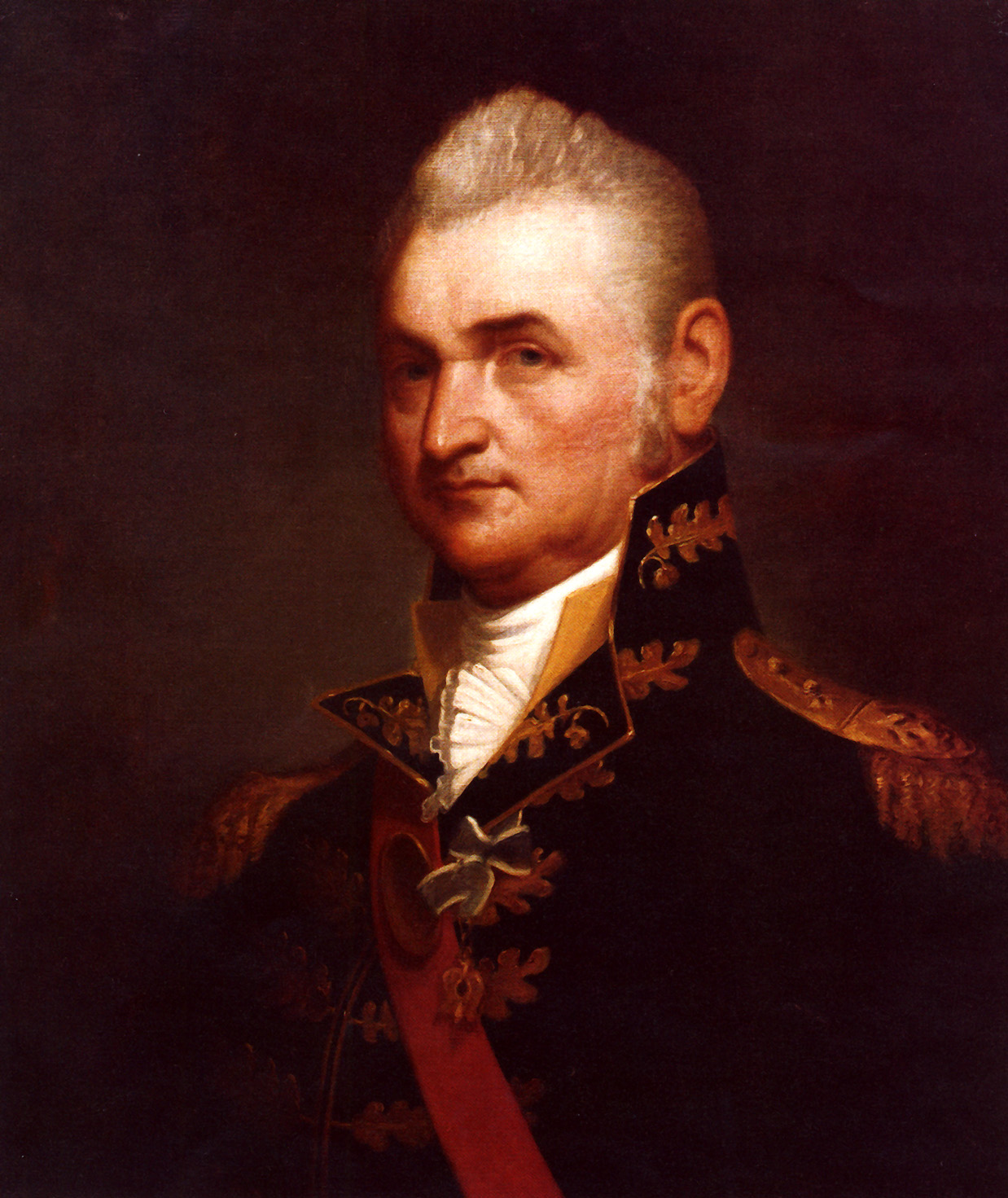
Henry Dearborn, gemalt von Brackett

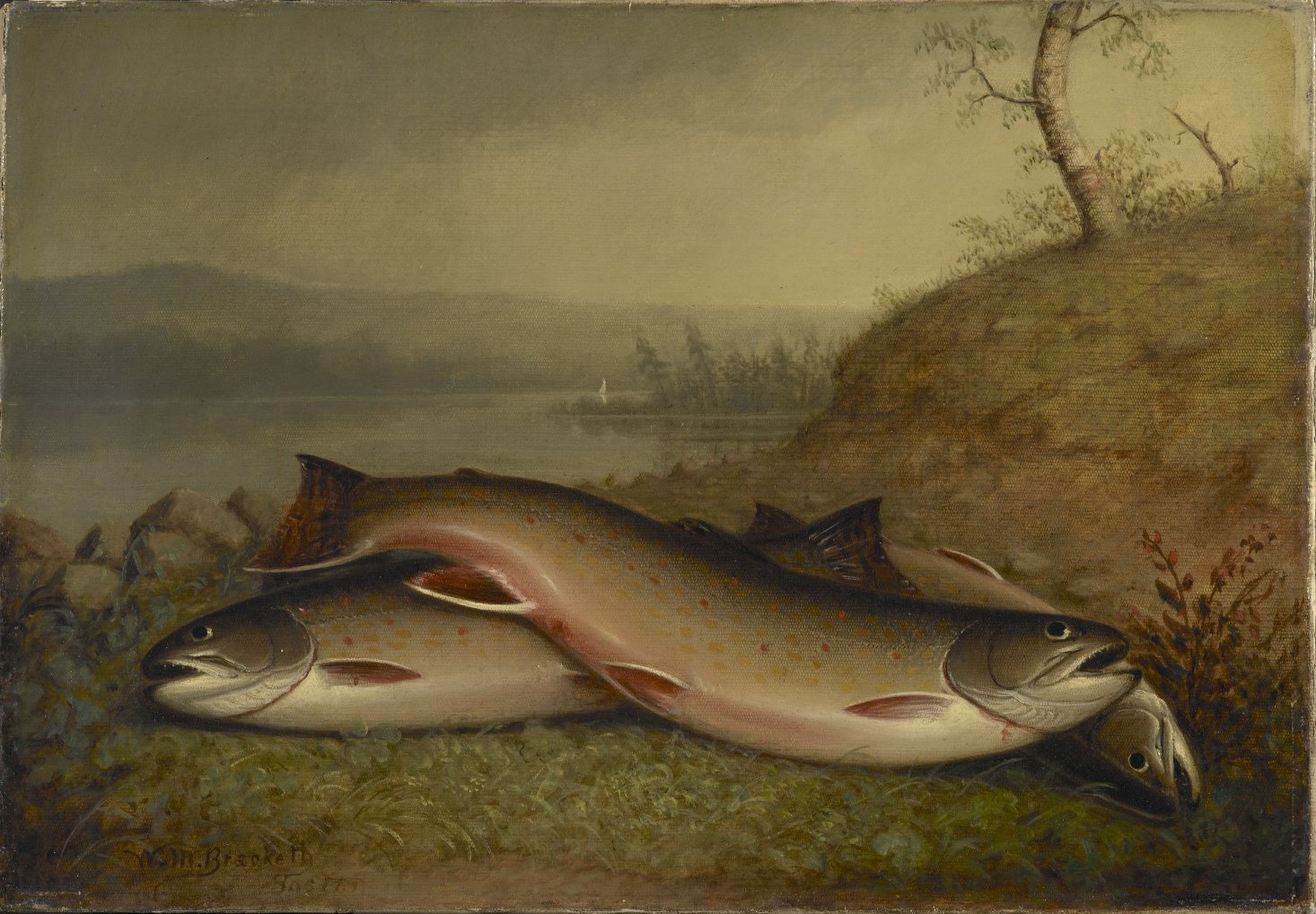
Trout, Öl auf Leinwand, 1867, Brooklyn Museum

Walter M. Brackett (* 14. Juni 1823 in Unity, Maine, USA; † 8. März 1919 in Boston) war ein US-amerikanischer Maler.

## Leben
Walter M. Brackett war der jüngere Bruder des Skulpturkünstlers Edward A. Brackett (1818–1908). Er kam als Autodidakt zur Kunst.
Den größten Teil seiner Karriere verbrachte Walter M. Brackett in Boston, Massachusetts, wo er ab 1843 lebte. Er gründete den Boston Art Club, zu dessen ersten Präsidenten er gehörte. Seine Werke wurden im Bostoner Athenaeum und bei der National Academy of Design ausgestellt. Er malte zunächst vor allem Porträts in Öl, unter anderem von Timothy Pickering, Samuel Dexter, William Eustis und Henry Dearborn, die alle prominente Bewohner von Maine waren.
Später wandte sich Brackett von der Porträtmalerei der Darstellung von Fischen, Fischfang und Jagdstillleben zu. Internationale Bekanntheit erlangte er 1851 durch eine Ausstellung im Crystal Palace, bei der er eine aus vier Bildern bestehende Fischfang-Serie zeigte. Bei den Weltausstellungen 1873 und 1876 wurde er mit Medaillen ausgezeichnet.
Im Jahr 1898 wurde er mit der Neubemalung des Sacred Cod of Massachusetts beauftragt, einer im Repräsentantenhaus von Massachusetts hängenden 1,5 Meter großen Holzschnitzerei, die einen Kabeljau darstellt.